# ناظر (مقام)

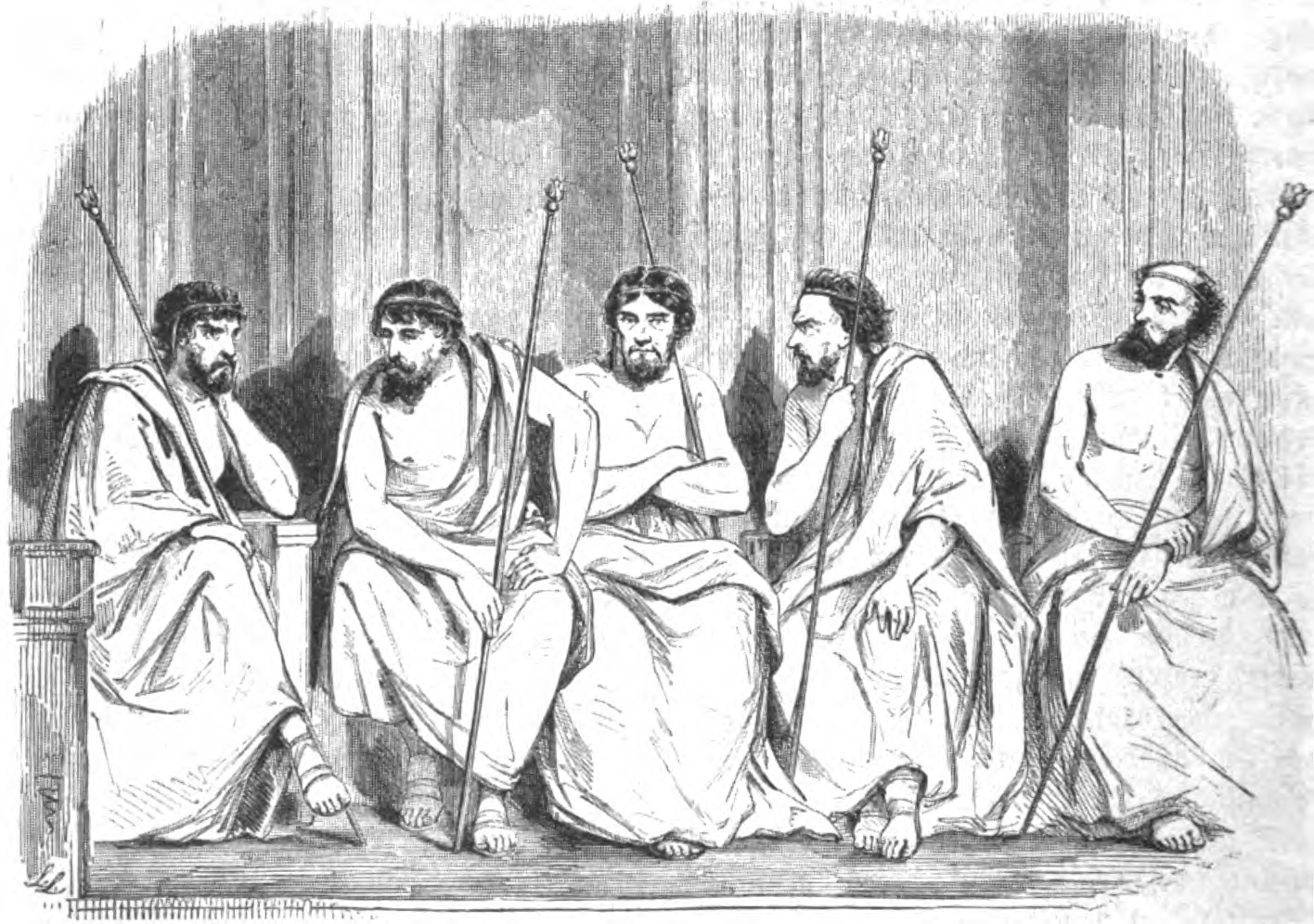
مجمع ناظران حکومت پادشاهی اسپارت

ناظر (انگلیسی: Ephor) عنوان رسمی افسران رهبر در اسپارت و تارانتو بود که قدرت و اختیارات مشترک با پادشاهی اسپارت موسوم به دیارچی داشتند. ناظران، یک شورای ترکیبی مشتمل بر ۵ نفر بود که بر سازوکار حکومتی پادشاه نظارت می‌کردند و به صورت سالانه از جانب مردم انتخاب می‌شدند.